# Elektronemisszió
Az elektronemisszió az elektronok szilárd vagy folyékony felületről nem vezető (általában gáz) közegbe vagy vákuumba történő kilépését jelenti. Az elektronok az általuk átütött közeget képesek gerjesztett állapotba hozni, például ezen az elven működik a fénycső. A villám is mondható természetes elektronemissziónak, ugyanis a felhőkben felgyülemlett elektromos energia a levegőn áthaladva a földbe csapódik.
Az elektronok a felület elhagyásához szükséges energiáját kilépési munkának nevezik, mértékegysége az elektronvolt (eV).

## Fajtái
- Termikus emisszió: izzítás hatására végbemenő elektronkilépés.
- Fotoemisszió: nagy mennyiségű fény hatására történő elektronemisszió.
- Szekunderemisszió: részecskesugárzás miatt végbemenő elektronemisszió.
- Téremisszió: két elektromos felület (anód és katód) között történő elektronátvitel.